# Johann Frick (Theologe, 1670)

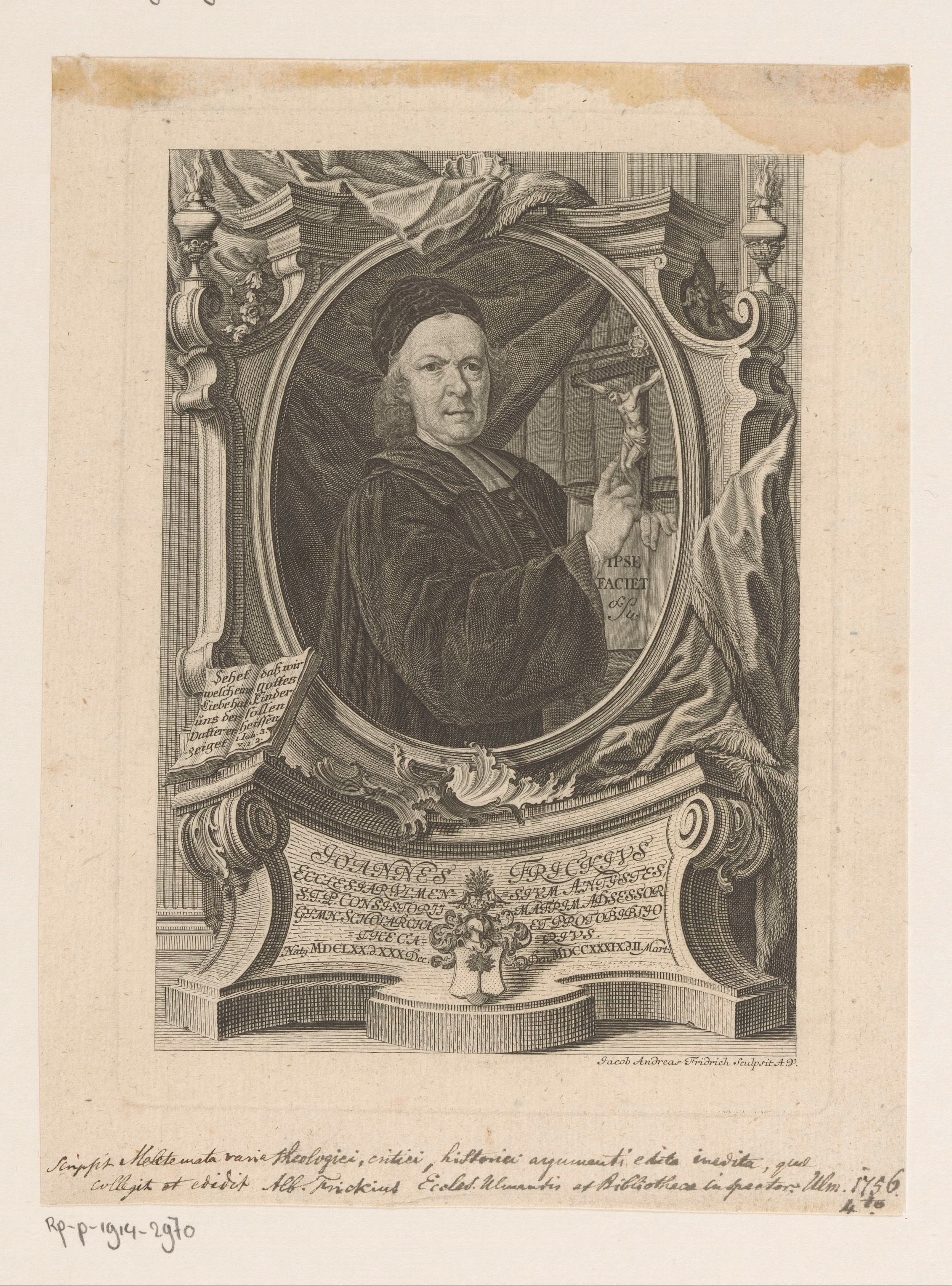
Johann Frick

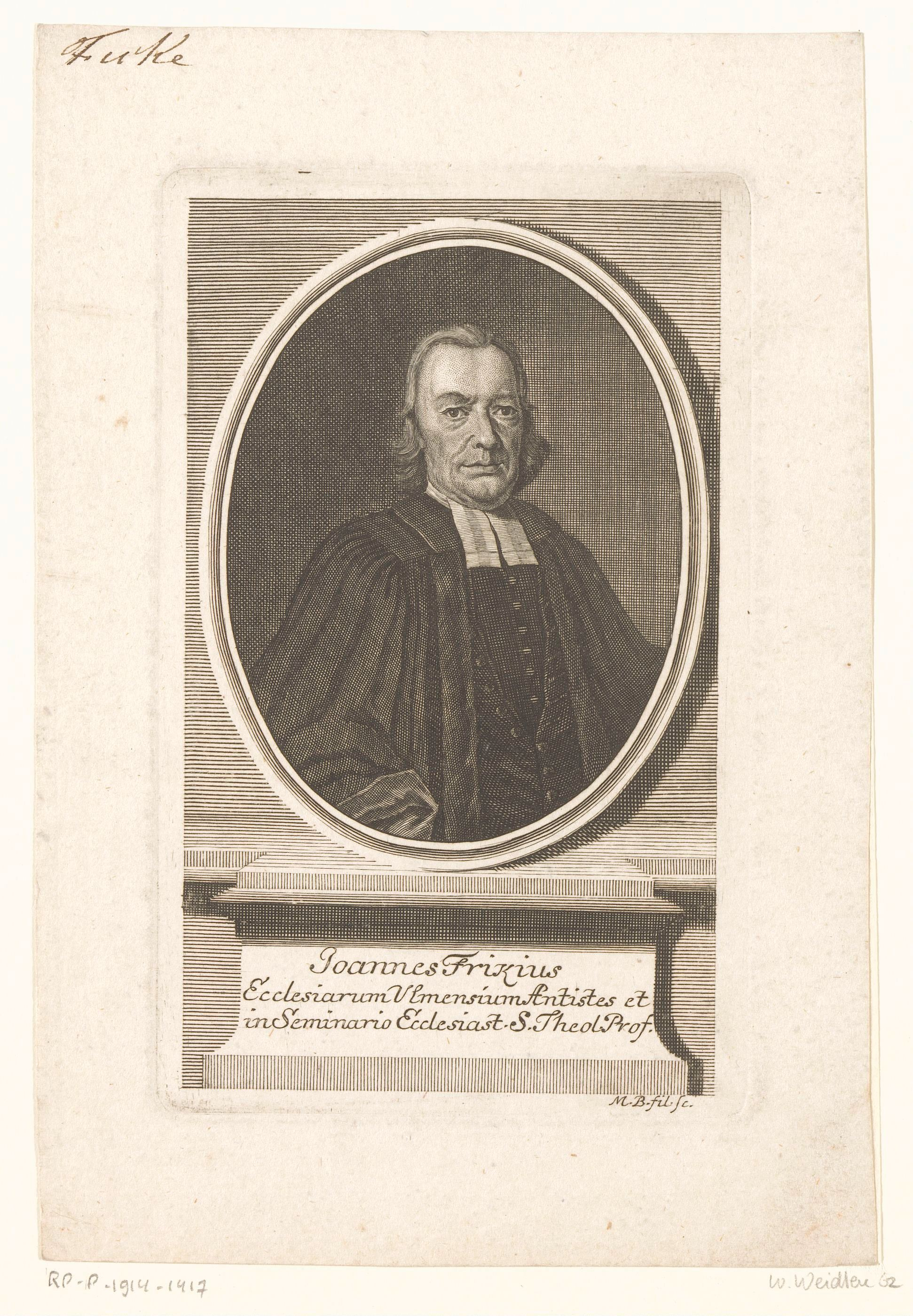
Johann Frick

Johann Frick (auch Johannes Frick, Pseudonyme Johann Warnefried und Eusebius Pacianus; * 30. Dezember 1670 in Ulm; † 2. März 1739 ebenda) war ein deutscher lutherischer Geistlicher und Theologe.

## Leben
Johann Frick war Sohn eines gleichnamigen Predigers am Ulmer Münster. Er absolvierte die Schule seiner Heimatstadt, bevor er 1689 an die Universität Leipzig kam. Er studierte dort insbesondere unter Johann Benedict Carpzov II., Johannes Olearius, Thomas Ittig und Adam Rechenberg. 1692 erlangte er den Magistergrad, bevor er 1696 als Assessor an der Philosophischen Fakultät aufgenommen wurde. In dieser Zeit hielt er Lehrveranstaltungen und gab beispielsweise aus dessen handschriftlichen Nachlass Daniel Georg Morhofs Polyhistor, Literarius, Philosophicus Et Practicus heraus. 1798 erhielt er einen Ruf als Archidiakon nach Ilmenau. Er erkrankte jedoch schwer und blieb für einige Zeit in seiner Heimatstadt.
Frick erhielt 1699 eine Stelle als Prediger in Pfuhl. In dieser Zeit beteiligte er sich unter Pseudonyme am Streit der Leipziger Professoren. 1701 wurde er Prediger am Ulmer Münster, 1712 zudem Professor der Theologie am Ulmer Seminarium ecclesiasticum. Ab 1714 übernahm er die Leitung der Ulmer Stadtbibliothek. Schließlich wurde er 1728 das Amt des Seniors des geistlichen Ministeriums, Scholarch des Ulmer Gymnasiums und Assessor des Konsistoriums. In diesen Ämtern starb er.
Sein 1716 in Ulm im Druck erschienenes Werk Dissertatio theologica divinitatem Christi ex economia gratiae demonstrans wurde 1719 durch die Römische Inquisition auf den römischen Index gesetzt.

## Werke (Auswahl)
- Dissertatio Historica De Legione Fulminatrice, Titus, Leipzig 1696.
- Eusebii Paciani Epistolae Irenicae Ad Summos Viros Theologos Lipsienses Missae, Irenopolis 1701.
- Grund der Wahrheit von großem Haupt-Unterschied der Evangelischen und Römisch-Catholischen Religionen, 1707.
- Reiffere Erörterung der Frage Ob zwischen der Augspurgischen Confession, und Römisch-Catholischen Religion kein sonderbahrer Unterschied seye? 1707.
- Inclementia Clementis examinata, h. e. Bulla Clementis Papae XI. nuper adversus P. Quesnellii Observationes & Meditationes morales in N. Test. protrusa cum Fulmine, Bartholomäus, Ulm 1714.
- Dissertationes historico-polemicæ quibus Bulla Unigenitus contra Novum Testamentum P. Quesnelli, Anno 1713. promulgata, adversus Librum, cui Titulus: Inclementia Clementis Papæ XI. Schülter und Happach, Augsburg 1717.
- De Cura Ecclesiae Veteris Circa Canonem Sacrae Scripturae, Et conservandam Codicum Puritatem, Commentatio Theologico-Critica, Bartholomäus, Ulm 1728.